# Kunst im öffentlichen Raum in Attendorn
Kunst im öffentlichen Raum in Attendorn umfasst öffentlich zugängliche Plastiken, Skulpturen, Brunnen, Wandmalereien, Mosaike und Graffiti im Gebiet der sauerländischen Stadt Attendorn im Kreis Olpe. Die nachstehende Liste von Kunstwerken im öffentlichen Raum ist nicht vollständig. Sie wird kontinuierlich ergänzt.

## Liste
| Bild           | Titel/Bezeichnung                       | Standort                                 | Künstler            | Entstehung | Anmerkungen |
| -------------- | --------------------------------------- | ---------------------------------------- | ------------------- | ---------- | --- |
|                | Future 99                               | Kölner Straße Lage                       | Barbara Szüts       |            | Kunst im Kreisverkehr: Skulptur aus Edelstahl |
|                | Kuh mit Kalb                            | Dorfplatz Ennest                         | Thomas Schütte      |            | |
|                | Brunnen                                 | Alter Markt Lage                         | Carl Josef Hoffmann | 1970       | Die Flügel-Skulptur vor dem Südsauerlandmuseum wurde von H. Viegener gestiftet. |
|                | Brunnen                                 | Bieketurmstraße 9 Lage                   |                     |            | „Delphin-Brunnen“ vor dem Seniorenhaus St. Liborius. |
|                | Geben und Nehmen                        | Klosterplatz                             |                     |            | Skulpturbrunnen |
|                |                                         | Schüldernhof                             |                     |            | Skulptur zwischen Rathaus und Sparkasse |
|                |                                         | Schüldernhof                             |                     |            | Skulptur zwischen Rathaus und Sparkasse |
|                |                                         | Lage                                     |                     |            | Skulptur vor der evangelischen Erlöserkirche |
|                | St. Augustinus                          | Neu-Listernohl Augustinusplatz           |                     | 1979       | Die Skulptur stellt den Schutzpatron der Kirchengemeinde Neu-Listernohl, Augustinus von Hippo, dar. Bis 2013 hing die Figur am ehemaligen Pfarrheim.                                                                |
| weitere Bilder | Attania                                 | Gilberginsel im Biggesee Lage            | Friedrich Freiburg  | 2012       | Die 10 Tonnen schwere und über 8 Meter lange Skulptur soll „die gute Nixe vom Biggeseee“ sein. |
|                | Skulptur zum 750-jährigen Stadtjubiläum | Stadthalle                               |                     | 1972       | Die Skulptur steht auf einem Betonsockel im Park an der Attendorner Stadthalle. An dem Sockel ist eine Metallplakette mit der Inschrift „DER STADT ATTENDORN ZUM 750-JÄHRIGEN JUBILÄUM 1972 KREIS OLPE“ angebracht. |
|                | Feuer löschen                           | Bieketurmstraße                          | Marlies Backhaus    | 2022       | Die Skulptur aus Cortenstahl soll an den früher hier vorhandenen Feuerlöschteich erinnern. |
| weitere Bilder | Narrenbrunnen                           | Niederste Straße 21                      | Thomas Schütte      | 2023       | Die aus Bronze gegossenen Elemente des Brunnens stehen für die Attendorner Karnevalstradition. |
|                | Sich treffende Hände                    | Rathausplatz                             | Eberhard Linke      | 2022       | Gestiftet wurde die Bronzeskulptur von der Sparkasse Attendorn. |
|                | Iserkopp                                | Am Bieketurm Lage                        | Thomas Schütte      | 2022       | Der Iserkopp geht zurück auf den Dreißigjährigen Krieg, als Schweden Attendorn belagerte. |
|                | Die Menschen von Attendorn              | Am Kirchplatz                            | Markus Madeia       | 2022       | Erinnert an den jahrhundertealten Brauch der Semmelsegnung in Attendorn. |
|                | Osterfackel                             | Am Kirchplatz                            |                     | 2022       | Die Stele aus Cortenstahl und Glas auf einem Grauwackesockel steht vor dem Kirchturm von St. Johannes Baptist und wurde von den Attendorner Osterfeuervereinen in Auftrag gegeben.                                  |
| weitere Bilder | Großes A                                | Breslauer Straße 40/Am Himmelsberg/ Lage | Volker Schnüttgen   | 2022       | Kunstwerk westlich der Stadthalle aus Corten-Stahlblechen mit einem Gewicht von zehn Tonnen Stahl und einer Größe von ca. 5 × 5 × 6 Meter. Ein Geschenk der Attendorner Wirtschaft an die Stadt Attendorn.          |
|                | Handelsmann                             | Neben Wasserstraße 1                     |                     | 2024       | Die 80 cm hohe Bronzestatue wurde von einem Schmallenberger Kunstschmied erschaffen. Trinkwasserbrunnen vor dem Sockel.                                                                                             |
|                | Stadtmodell                             | Klosterplatz/Kölner Straße Lage          | Felix Broerken      | 2020       | Das Bronze-Relief mit Beschreibungen in Normal- und Brailleschrift zeigt die Stadt Attendorn im Jahr 1810. |